# Chlorodes mirandaria
Chlorodes mirandaria är en fjärilsart som beskrevs av Achille Guenée 1858. Chlorodes mirandaria ingår i släktet Chlorodes och familjen mätare. Inga underarter finns listade i Catalogue of Life.